# Damir Mulaomerović
Damir Mulaomerović, né le 19 septembre 1974 à Tuzla, est un joueur croate de basket-ball, évoluant au poste d'arrière, reconverti en entraîneur.

## Club
- 1994 - 1998 :  Cibona Zagreb (A1 liga Ožujsko)
- 1998 - 1999 :  Fortitudo Bologne (LegA)
- 1999 - 2001 :  Efes Pilsen Istanbul (TBL)
- 2001 - 2002 :  Panathinaïkos Athènes (ESAKE)
- 2002 - 2003 : 
  -  Snaidero Udine (LegA)
  -  Real Madrid (Liga ACB)
- 2003 - 2005 :  PAOK Salonique (ESAKE)
- 2005 - 2006 :  Panellinios Athènes (ESAKE)
- 2006 - 2007 :  Olympiakos Le Pirée (ESAKE)
- 2007-2008 :  Cibona Zagreb (A1 liga Ožujsko)
- 2008-2009 :  PAOK Salonique
- 2009-2012 :  KK Zagreb

## Palmarès

### Club
- Vainqueur de l'Euroligue en 2002 avec Panathinaikos Athènes
- Champion de Croatie en 1995, 1996, 1997 et 1998 avec Cibona Zagreb
- Vainqueur de la Coupe de Turquie en 2001 avec Efes Pilsen Istanbul
- Vainqueur de la Coupe de Croatie en 1995 et 1996 avec Cibona Zagreb

### Sélection nationale
- Jeux olympiques d'été
  - Participation aux Jeux olympiques de 1996 d'Atlanta
- Championnat du monde masculin de basket-ball
  - Participation au championnat d'Europe 2003
  - Participation au championnat d'Europe 2001
  - Participation au championnat d'Europe 1999
  - Participation au championnat d'Europe 1997

### Distinction personnelle
- Participation au All-Star Game grec 2004, 2005 et 2006
- Meilleur passeur de la Ligue grecque en 2004 (6,3 passes) et en 2006 (5,0 passes)
- Meilleur passeur du Championnat d'Europe en 1997 (6,4 passes)